# Teppe Hissar
Teppe Hissar, Tappeh Hessar, ou Tépeh Hissar, est un site archéologique situé près de Damghan, dans le Nord de l'Iran. Il a été occupé en continu du Ve millénaire av. J.-C. jusque vers 1900 av. J.-C., du Néolithique à l'Âge du bronze. Il a livré de nombreux artéfacts en céramique et en métal, pour certains très élaborés.

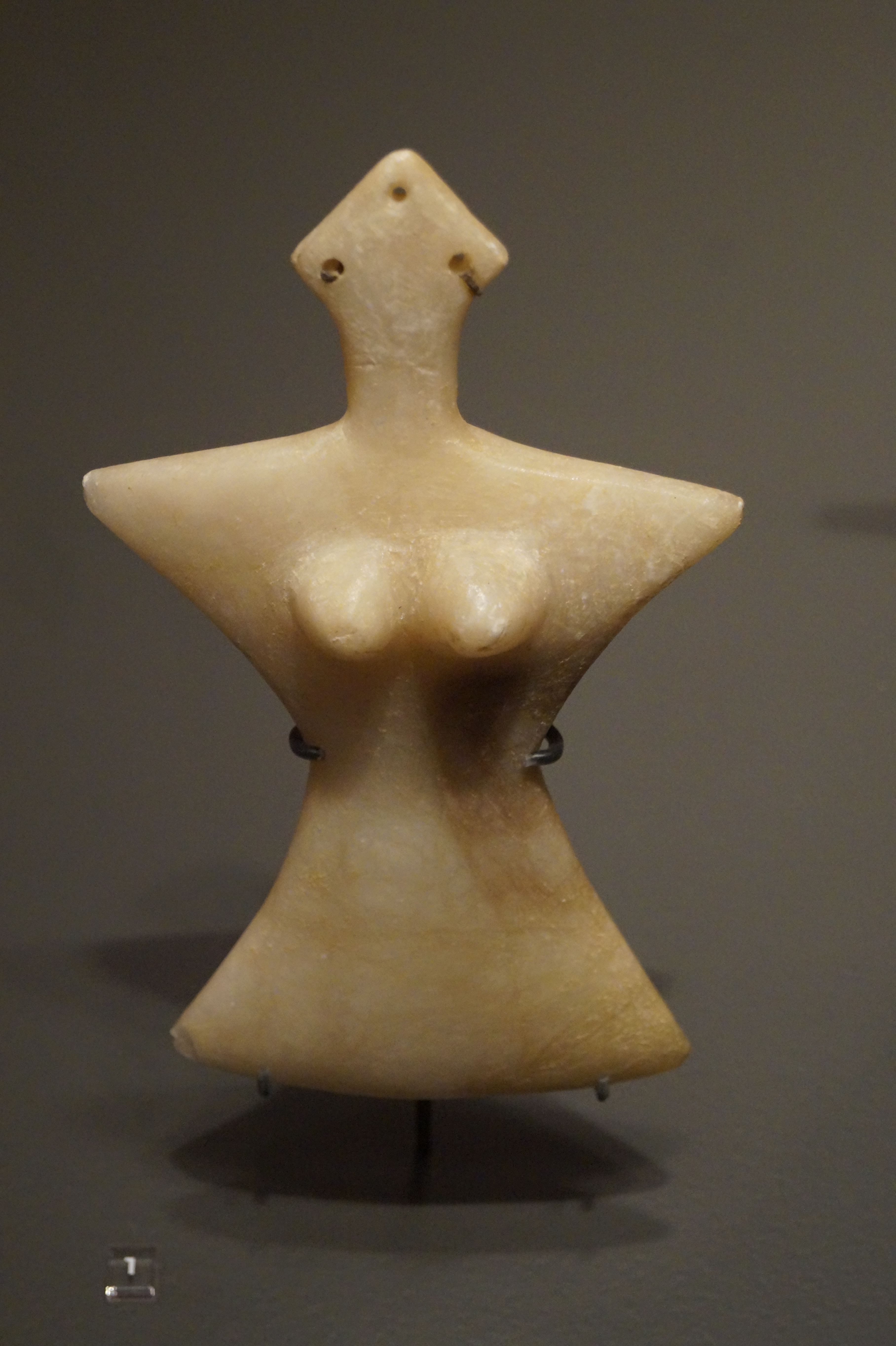
Figurine en albâtre, datée vers 2300 - -1900

## Situation
Teppe Hissar est situé dans le village de Heydarabad, au sud de Damghan, dans la province de Semnan, à environ 80 km au sud-est de la mer Caspienne, dans le Nord de l'Iran.

## Historique
Le site a été découvert en 1877 par l'allemand Albert Houtum-Schindler (en), et ses trouvailles ont été cataloguées en 1925 par Ernst Herzfeld. Des fouilles systématiques ont été effectuées en 1931-1932 par Erich Friedrich Schmidt de l'université de Pennsylvanie, puis en 1956 par l'université de Tokyo.
L'université de Pennsylvanie est revenue fouiller le site en 1976, conjointement avec l'université de Turin, dont l'équipe était dirigée par Grazia Maria Bulgarelli, et le Iran Center for Archaeological Research (Dyson et Howard).
Une fouille de sauvetage a été conduite en 1995 par l'organisation iranienne de préservation du patrimoine.

## Description
Le site se présente sous la forme de deux tells (tépeh en persan), c'est-à-dire deux monticules. Il s'étend sur une superficie d'environ 12 hectares (200 × 600 mètres).

## Chronologie
L'occupation du site a été divisée en trois périodes : Hissar I à III.
Hissar I commence au Ve millénaire av. J.-C. et est caractérisée par une poterie manuelle (IA), puis fabriquée au tour de potier (IB), décorée de motifs géométriques, de plantes et d'animaux. La forme la plus fréquente est représentée par de petites coupes, des bols et des vases.
Hissar II s'étend du IVe au début du IIIe millénaire av. J.-C. La poterie est alors reconnaissable par son aspect lisse et grisâtre, à l'aspect argenté dû à la cendre utilisée. Elle est décorée le plus souvent de représentations animalières de couleur rougeâtre.
Hissar III s'étend du milieu du IIIe au début du IIe millénaire av. J.-C. (Âge du bronze).
En toute fin de période, on voit apparaitre les tombes d'une nouvelle élite, dont certaines contenaient des objets issus du complexe archéologique bactro-margien.

## Sépultures
Des milliers de sépultures ont été trouvées. Les corps étaient inhumés dans de simples fosses et allongés sur le flanc. Quelques sépultures en briques ont toutefois été trouvées, mais elles sont bien postérieures.

## Alentours
Les restes d'un palais et d'un caravansérail sassanides, avec des ornements de stuc, se trouvent à 2,2 km au sud-ouest du site archéologique de Tépeh Hissar.
Les restes d'un ancien autel du feu (pour le culte zoroastrien) ont aussi été trouvés.

## Galerie

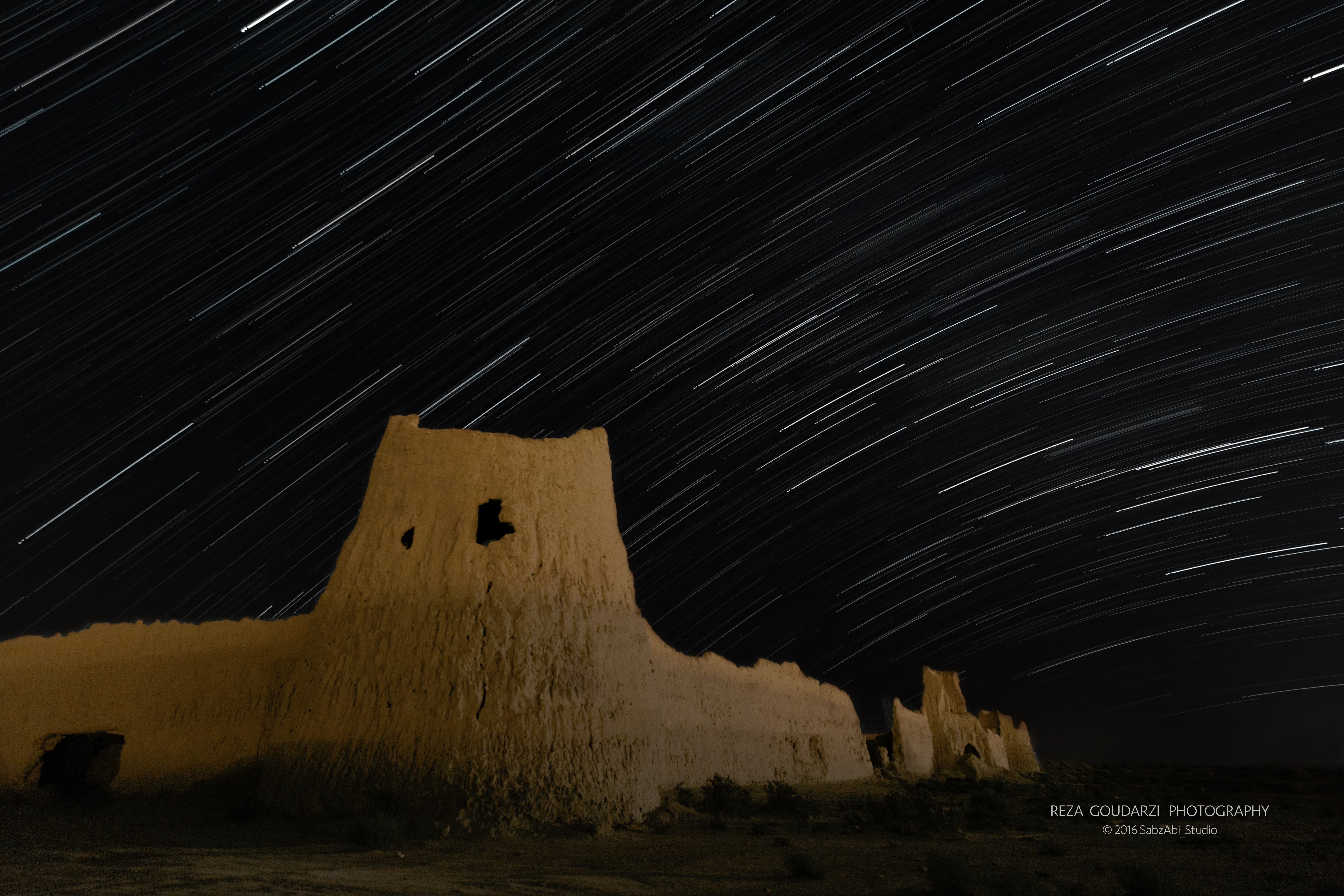
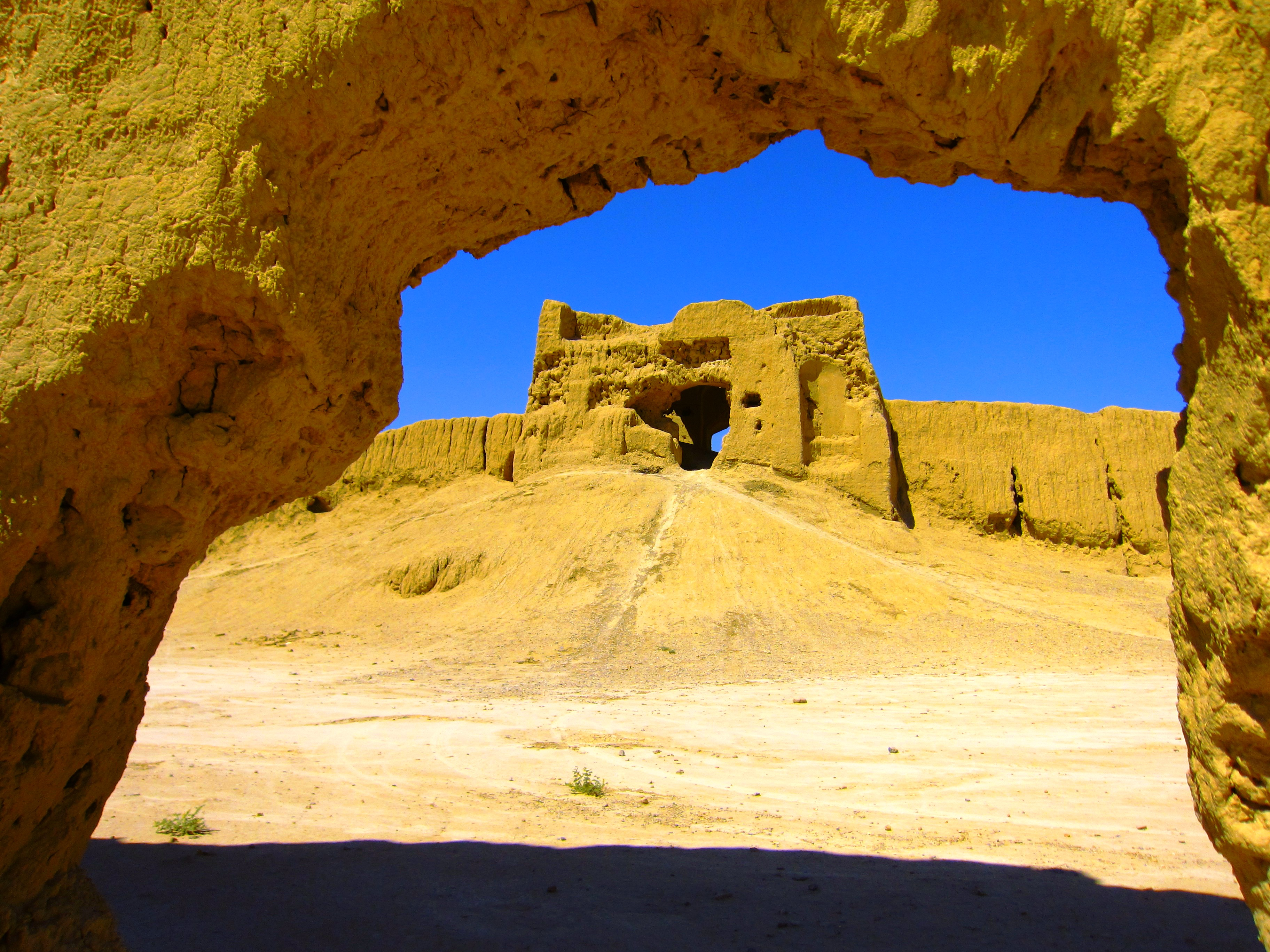
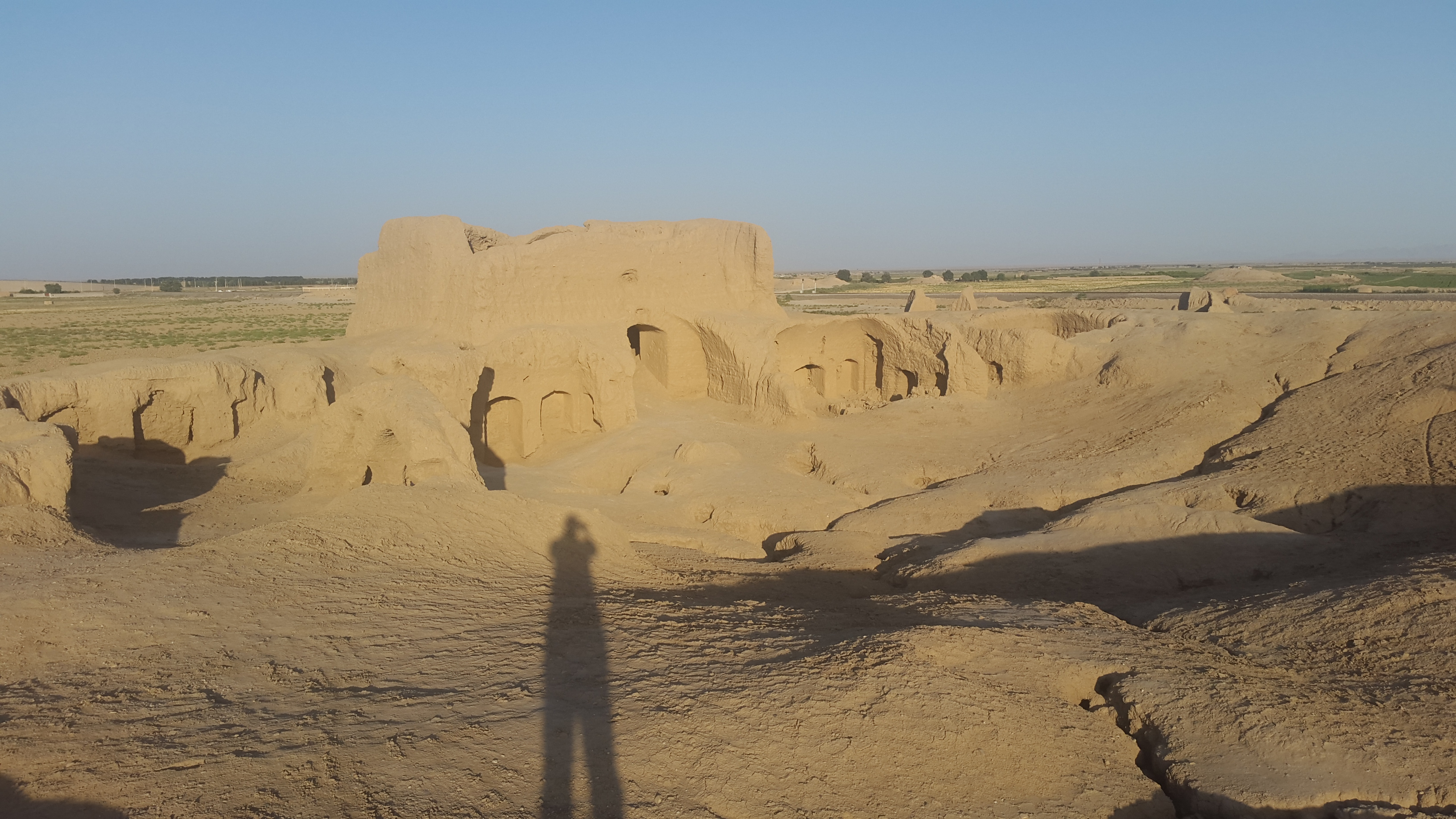
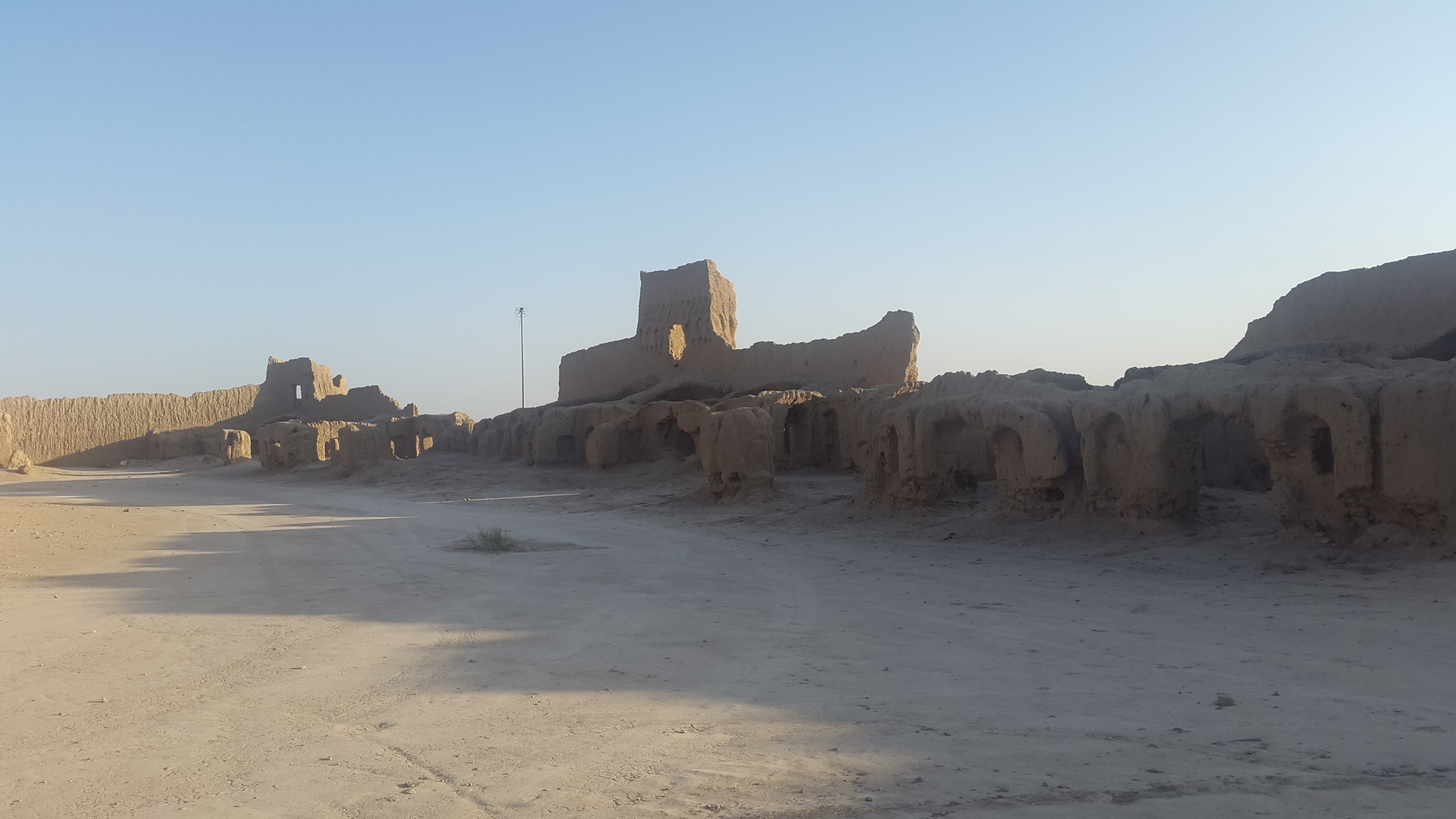